# Юхари-Стал
Юхари-Стал (лезг. Вини Стӏал) — один из сел лезгинского сихила «стIалар», центр с/с (с 1990) в Сулейман-Стальском районе Дагестана.
Образует сельское поселение село Юхари-Стал как единственный населённый пункт в его составе.

## География
Расположено на реке Чирагчай (бассейн реки Гюльгерычай), в 5 км к северу от села Касумкент.

## Этимология
Тюркский вариант названия Юхари-Стал означает Верхний Стал. Лезгинское название села — Вини Ст1ал — также означает Верхний Стал.

## Население
| 1895  | 1926  | 1939  | 1970  | 1989  | 2002  | 2010  |
| ----- | ----- | ----- | ----- | ----- | ----- | ----- |
| 517   | ↗710  | ↗780  | ↗1170 | ↘1067 | ↗1843 | ↘1709 |
| 2012  | 2013  | 2014  | 2015  | 2016  | 2017  | 2018  |
| ↘1675 | ↘1660 | ↘1651 | ↘1645 | ↘1625 | →1625 | ↘1619 |
| 2019  | 2020  | 2021  | 2023  | 2024  | 2025  |       |
| ↘1601 | ↘1583 | ↗1643 | ↗1644 | ↘1633 | ↘1617 |       |

Лезгинское село.

## Достопримечательности
- Мечеть (с каменным куполом)[24].
- Краеведческий музей (с 1970)[25].